# Институт эпидемиологии и инфекционных заболеваний имени Л. В. Громашевского
Институт эпидемиологии и инфекционных заболеваний им. Л. В. Громашевского — Ведущий эпидемиологический институт Украины. Основан 21 октября 1896 года, на средства пожертвованные Лазарем Израилевичем Бродским, под именем «Киевский Бактериологический Институт». В 1920 переименован в «Санитарно-бактериологический институт». С 1938 — «Украинский институт эпидемиологии и микробиологии», с 1965: «Киевский научно-исследовательский институт эпидемиологии, микробиологии и паразитологии», а с 23 мая 1981 года получил нынешнее имя.

## История
- Основан 21 октября 1896 года.
- В 1942 году в институте создана теория о движущих силах эпидемического процесса и разработана классификация инфекционных болезней.[источник не указан 4622 дня]
- В 1960 году в институте впервые открыт вирус гемоцитобластоза мышей (подтверждение вирусной природы лейкозов).[источник не указан 4622 дня]
- В 1981 году объединился с Киевским институтом инфекционных болезней.

## Известные выпускники и преподаватели
- Марк Петрович Нещадименко — директор института (1919—1931)